# Jack Burnell
Jack David Burnell (Scunthorpe, 13 de junio de 1993) es un deportista británico que compite en natación, en la modalidad de aguas abiertas. Ganó una medalla de plata en el Campeonato Europeo de Natación en Aguas Abiertas de 2016, en la prueba de 10 km.

## Palmarés internacional
| Campeonato Europeo | Campeonato Europeo   | Campeonato Europeo | Campeonato Europeo |
| Año                | Lugar                | Medalla            | Prueba             |
| ------------------ | -------------------- | ------------------ | ------------------ |
| 2016               | Hoorn (Países Bajos) | Medalla de plata   | 10 km              |